# Fussballclub Neunkirch
Il Fussballclub Neunkirch Frauen, citato anche nella sua forma contratta FC Neunkirch o semplicemente Neunkirch, è stata una squadra di calcio femminile svizzera con sede nell'omonimo comune del Canton Sciaffusa. A livello societario la squadra affianca l'omonima formazione maschile che milita in Terza Lega. Nella stagione 2016-2017 ha vinto per la prima volta sia il campionato sia la Coppa Svizzera. Non si è iscritta al campionato di calcio femminile 2017-2018, ritirando la squadra per problemi finanziari.

## Storia
La società viene fondata nel 1963, ma la formazione femminile viene ufficialmente iscritta in un torneo federale, la Terza Lega femminile, il quinto livello nell'organizzazione del campionato svizzero femminile di calcio, dalla stagione 2005-2006. Già al suo primo anno riesce a conquistare la promozione in Seconda Lega, con la stagione 2006-2007 nuovamente al vertice del campionato e la conseguente promozione in Prima Lega dalla stagione successiva. Dopo due campionati chiusi al quinto posto, al termine della stagione 2010-2011 riesce a conquistare il primo posto che vale la promozione in Lega Nazionale B.
Al termine della stagione 2011-2012, il suo primo impegno in cadetteria, riesce a raggiungere il quarto posto, migliorandosi la stagione successiva finendo la stagione con 38 punti e a pari merito con l'Aarau, prestazione che le permette di accedere alla fase di promozione/relegazione per l'accesso alla Lega Nazionale A per la stagione 2012-2013, fase in cui si impone con 12 punti totalizzati sulle avversarie di Aarau, Schwyz e Thun. Da allora milita ininterrottamente in Lega Nazionale A.
Ottenuto il diritto di partecipare anche alla Coppa Svizzera dal 2008-2009, la squadra ha realizzato il suo maggiore risultato nella competizione nelle ultime fasi della stagione 2014-2015, quando il 28 febbraio 2015 si scontra in semifinale con le avversarie Basilea detentrici della Coppa. Benché fossero riuscite a passare in vantaggio con la statunitense Kaitlin Jackson al 11', la successiva espulsione del portiere Sandra Bruderer al 16' favorì il ritorno del Basilea che chiuse la partita con un 1-2 con reti di Alexandra Szarvas al 26' e Nadine Rolser al 38'.
Nella stagione 2016-2017 ha vinto il campionato per la prima volta nella sua storia: dopo aver concluso al primo posto la stagione regolare con due punti di vantaggio sullo Zurigo, ha mantenuto il vantaggio sulle campionesse in carica fino alla fine della seconda fase, vincendo il campionato all'ultima giornata grazie alla vittoria sul Lugano 1976. A completare il trionfo in campionato è stata la vittoria della classifica delle migliori marcatrici da parte di Valentina Bergamaschi, centravanti del Neunkirch, che ha realizzato 24 reti tra stagione regolare e seconda fase. Qualche giorno prima il Neunkirch aveva conquistato, sempre per la prima volta, la Coppa Svizzera, vincendo la finale sullo Zurigo dopo i tiri di rigore dopo che tempi regolamentari e tempi supplementari si erano conclusi in parità sull'1-1.
Il 7 giugno 2017, a pochi giorni dalla vittoria del campionato, il Neunkirch ha comunicato il suo ritiro dal campionato svizzero per la stagione 2017-2018 a causa della mancanza della copertura finanziaria e amministrativa per poter competere.

## Palmarès

### Competizioni nazionali
- Campionato svizzero: 1

2016-2017
- Coppa Svizzera: 1

2016-2017

### Altri piazzamenti
- Campionato svizzero:

Secondo posto: 2015-2016
Terzo posto: 2014-2015
- Coppa Svizzera:

Finalista: 2015-2016

## Organico

### Rosa 2016-2017
Rosa stagione 2016-2017 come da sito ufficiale.
| N. |                        | Ruolo | Calciatrice           |
| -- | ---------------------- | ----- | --------------------- |
| 1  | Slovacchia (bandiera)  | P     | Mária Korenčiová      |
| 2  | Slovacchia (bandiera)  | D     | Lucia Haršányová      |
| 3  | Portogallo (bandiera)  | D     | Mónica Mendes         |
| 4  | Austria (bandiera)     | D     | Romina Bell           |
| 6  | Inghilterra (bandiera) | C     | Yasmin Bunter         |
| 7  | Italia (bandiera)      | C     | Valentina Bergamaschi |
| 8  | Svizzera (bandiera)    | C     | Sandy Maendly         |
| 9  | Canada (bandiera)      | A     | Amy Pietrangelo       |
| 10 | Slovacchia (bandiera)  | C     | Lucia Ondrušová       |

| N. |                        | Ruolo | Calciatrice               |
| -- | ---------------------- | ----- | ------------------------- |
| 11 | Slovacchia (bandiera)  | C     | Patrícia Hmírová          |
| 14 | Stati Uniti (bandiera) | D     | Kayla Chambers            |
| 15 | Canada (bandiera)      | C     | Alyssa Lagonia (capitano) |
| 16 | Slovacchia (bandiera)  | C     | Dana Fecková              |
| 17 | Spagna (bandiera)      | C     | Paula Serrano             |
| 20 | Germania (bandiera)    | D     | Celine Leusch             |
| 21 | Italia (bandiera)      | C     | Martina Capelli           |
| 23 | Croazia (bandiera)     | D     | Leonarda Balog            |

### Staff tecnico
Staff tecnico come da sito ufficiale.
- Hasan Dracić - Allenatore
- Beat Stolz - Allenatore in seconda
- Karl-Heinz Nann - Allenatore in seconda
- Debora Gysel - Assistente
- Peter Vögele - Allenatore dei portieri
- Mélanie Pauli - Preparatore atletico
- Susanne Paulet - Medico sportivo